# Graça Lobo Dois Pontos
Graça Lobo Dois Pontos é um filme documental português de 2006, do realizador Frederico Corado, produzido para o Área de Serviço. Foi premiado e exibido em diversos festivais de vários cantos do mundo.

## Sinopse
Durante o espectáculo “Aqui Estou eu virgula Graça Lobo”, apaixonei-me pela figura, pelo magnetismo, pela força de Graça Lobo. Foi por isso que surgiu esta ideia de fazer um documentário sobre a mulher por trás da actriz. Intercalando um texto da própria actriz, dito por Gonçalo Ferreira de Almeida, sobre a sua carreira e uma entrevista à mulher, passeio por uma vida cheia de países, cores, cheiros, lugares, pessoas, textos, imagens e sons. Por motivos vários, só pude montar o documentário agora, três anos depois, peguei nas imagens e tinha-as tão frescas como no dia em que as gravei. Agora o filme está cá fora, dado às pessoas, para que entrem, como eu entrei, no mundo da Graça e para se deixarem hipnotizar por uma das figuras mais enigmáticas do Teatro português.
Frederico Corado | Abril 2006

## Ficha técnica adicional
- Imagem: Frederico Corado e Fernando Campos
- Formato: vídeo cor
- Iluminação: Ricardo Campos
- Co-Produção: Magazin Produções e Teatro Municipal São Luiz

## Ficha artística
Graça Lobo, Gonçalo Ferreira de Almeida